# عارف داش‌دمیروف
عارف داش‌دمیروف (ترکی آذربایجانی: Arif Daşdəmirov؛ زادهٔ ۱۰ فوریهٔ ۱۹۸۷) بازیکن فوتبال اهل جمهوری آذربایجان است.
از باشگاه‌هایی که در آن بازی کرده‌است می‌توان به باشگاه فوتبال استاندارد سومقاییت، باشگاه فوتبال شوالان، باشگاه فوتبال ویلش ماسال‌لی، باشگاه فوتبال شاه‌داغ قوسار، باشگاه فوتبال میل-مغان، باشگاه فوتبال قبله، و باشگاه فوتبال شماخی اشاره کرد.
وی همچنین در تیم‌های ملی فوتبال زیر ۱۷ سال جمهوری آذربایجان، زیر ۱۹ سال جمهوری آذربایجان، زیر ۲۱ سال جمهوری آذربایجان، و جمهوری آذربایجان بازی کرده‌است.